# جو ماي
جو ماي (بالألمانية: Joe May) (و. 1880 – 1954 م) هو مخرج أفلام، ومنتج أفلام، وكاتب سيناريو نمساوي، ولد في فيينا، توفي في هوليوود، عن عمر يناهز 74 عاماً.

## وصلات خارجية
- جو ماي على موقع IMDb (الإنجليزية)
- جو ماي على موقع ألو سيني (الفرنسية)
- جو ماي على موقع أول موفي (الإنجليزية)
- جو ماي على موقع قاعدة بيانات الأفلام السويدية (السويدية)
- جو ماي على موقع إن إن دي بي (الإنجليزية)
- جو ماي على موقع قاعدة بيانات الفيلم (الإنجليزية)
- جو ماي على موقع كينوبويسك (الروسية)